# Brester Bibel

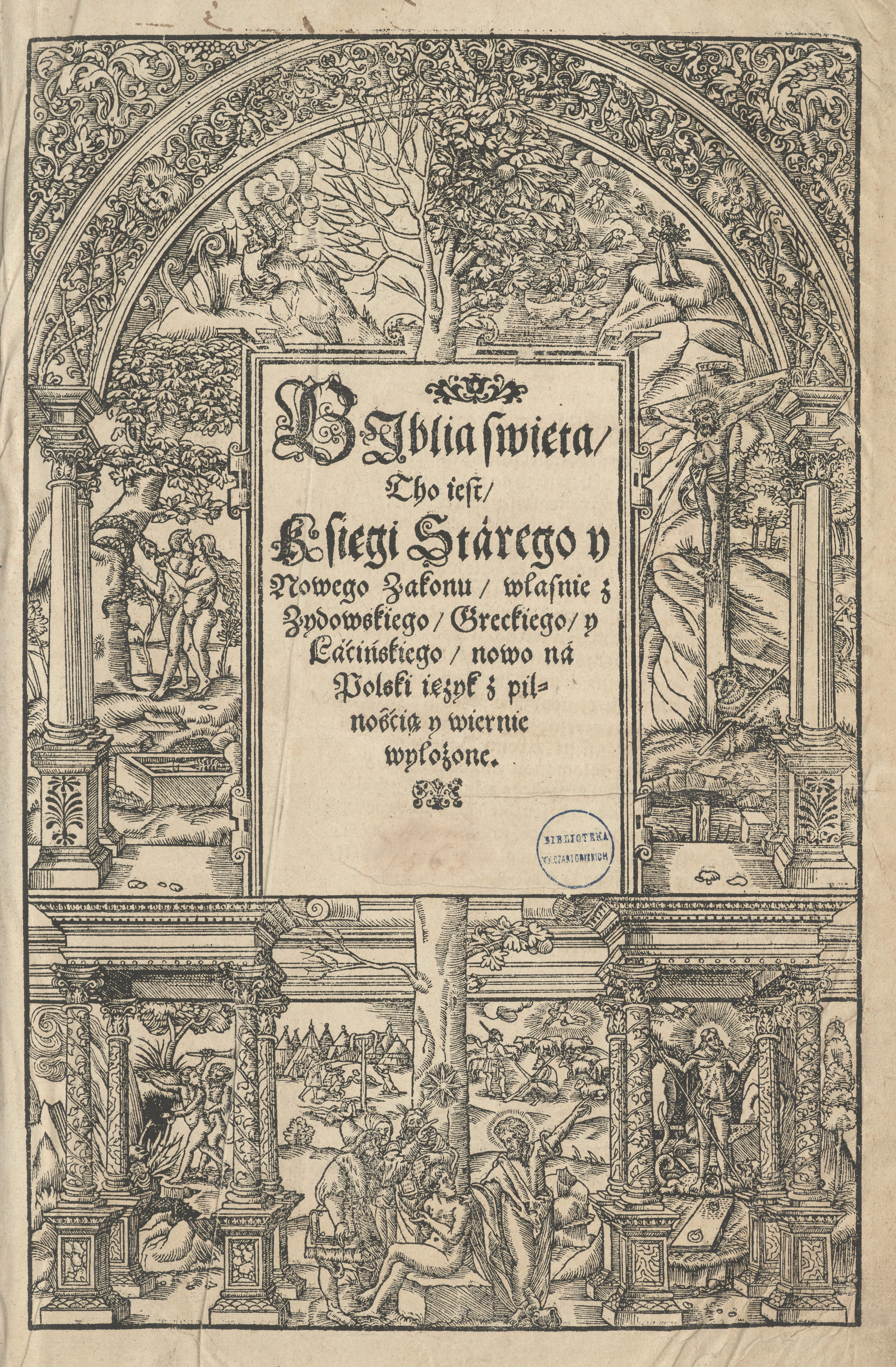
Brester Bibel

Die Brester Bibel (auch Radziwill-Bibel) war die erste protestantische Bibelübersetzung in polnischer Sprache. Sie wurde 1563 in Brest im Großfürstentum Litauen gedruckt.

## Vorgeschichte
1551/53 war das erste gedruckte Neue Testament in polnischer Sprache in Königsberg erschienen, übersetzt vom lutherischen Stanisław Murzynowski. Es folgten 1556 ein Neues Testament in Krakau und 1561 die erste vollständige Bibel (Leopolita-Bibel), ebenfalls in Krakau, beide katholische Übersetzungen nach der lateinischen Vulgata.

## Brester Bibel
Der Text wurde von einigen reformierten (calvinistischen) Theologen nach dem hebräischen und griechischen Urtext angefertigt und durch zwei reformierte Synoden gebilligt.
Der wichtigste Anreger und Unterstützer der Bibelausgabe war der Fürst Mikołaj Radziwiłł »der Schwarze«, der auch Vater des Calvinismus in Polen-Litauen genannt wurde.

## Ausgaben
- Hans Rothe, Friedrich Scholz (Hrsg.): Brester oder Radziwiłł Bibel, Brest 1563. Biblia Świeta to jest Księgi Starego i Nowego Zakonu. 2 Bände. Ferdinand Schöningh, 2001 (= Biblia Slavica. Abt. II: Polnische Bibeln, Band 2.), ISBN 978-3-506-71656-9. 1.703 Seiten (Besprechung).